# Tour de Newport
La tour de Newport (Newport Tower en anglais, aussi appelée : Round Tower, Touro Tower, Newport Stone Tower, Old Stone Mill, OSM et Mystery Tower) est une tour de pierre ronde située au Parc Touro de Newport, au Rhode Island (États-Unis).
L'explication acceptée de son origine est qu'il s'agissait d'un moulin à vent bâti au milieu du XVIIe siècle. Toutefois, certains historiens, ainsi que plusieurs chercheurs amateurs, affirment qu'elle fut construite plusieurs siècles plus tôt, donc l'édifice serait une preuve d'un établissement précolombien en Nouvelle-Angleterre.

## Description
La tour est située sur la rue Mill, entourée par un quartier résidentiel historique sur la colline en haut du district touristique de la berge. Souvent ignorée des touristes, elle n'est pas marquée par un signe ou une plaque. La colline elle-même fournissait autrefois une vue de la baie et aurait été visible par les marins passant dans la baie de Narragansett, mais les arbres masquent maintenant la vue.
La tour a une hauteur de 8,5 mètres et une largeur extérieure de 7,3 mètres. Elle est supportée par huit colonnes cylindriques qui forment des arches, dont deux sont plus larges que les six autres. Au-dessus des arches se trouve un plancher supportant une chambre intérieure. Les murs ont environ 90 centimètres d'épaisseur, et le diamètre intérieur de la chambre est d'approximativement 5,5 mètres.
Le mur est percé d'une fenêtre. Directement à l'opposé de la fenêtre se trouve un foyer soutenu par des pierres grises et flanqué de coins. La fenêtre est orientée ouest-sud-ouest vers Pettaquamscutt Rock, de l'autre côté de la baie de Narragansett.
Une représentation de la tour figure sur le sceau et l'écusson unité du USS Newport, un ancien navire de la Marine américaine.

## Théorie arnoldiste
La principale théorie des historiens pour expliquer l'origine de la structure est l'explication arnoldiste, plus précisément que la tour était un moulin à vent construit au milieu ou à la fin du XVIIe siècle par Benedict Arnold, gouverneur du Rhode Island, arrière-grand-père du patriote-traître. C'est un fait reconnu qu'Arnold emménagea dans la région en 1661 et posséda les terres sur lesquelles se situe la tour.
Un compte rendu de la Guerre du Roi Philippe par M. Church datant de 1675 faisait état d'un Amérindien conseillant à un capitaine de conduire ses hommes hors du danger vers le moulin sur l'île Aquidneck. Deux ans plus tard, en 1677, Arnold mentionna la tour dans son testament en tant que mon moulin construit en pierres.
Durant la Révolution américaine, la tour fut utilisée par les Américains comme belvédère et par les Britanniques pour entreposer des munitions.
La théorie du moulin a pour argument son apparence similaire au moulin à vent de Chesterton, un moulin du XVIIe siècle conçu par Inigo Jones près de Royal Leamington Spa, en Angleterre.
Durant les années 1940, des fouilles archéologiques dans les environs de la tour donnèrent des objets datant de la période coloniale. En 1990, des tests au carbone 14 du mortier de la tour révèlent que la construction a eu lieu entre 1635 et 1698.

## Explications alternatives
La tour a été le sujet de maintes théories concernant sa véritable origine, certaines étant largement acceptées par la communauté scientifique, d'autres étant plus spéculatives.
La controverse est en partie alimentée par les caractéristiques de la tour, en particulier la présence et l'emplacement du foyer et de la fenêtre. Leur présence suggère que la tour fut construite en tant que phare et non comme moulin, même si les foyers ne sont pas si rares dans les moulins anglais malgré le risque d'incendie.
Les adeptes des théories alternatives citent en général les faits suivants pour appuyer leur cause :
- Les fouilles archéologiques sont non concluantes et prouvent seulement que la tour fut utilisée au XVIIe siècle et pas nécessairement construite à cette époque.
- La datation au carbone 14 est peu concluante parce que l'échantillon de mortier testé aurait pu être ajouté longtemps après la construction de la tour.
- La région où est située la tour compte plusieurs sites archéologiques controversés qui pourraient conforter la théorie de la découverte précolombienne de la région par des Européens : sites de Dighton Rock, Follins Pond, et le Stonehenge américain (voir aussi l'article sur le Chevalier de Westford et Le Squelette en armure).
- L'explorateur italien Giovanni da Verrazzano rapporta avoir trouvé en 1524 une structure européenne dans la baie de Narragansett, qu'il nomma la Villa Normande.
- Des cartes précolombiennes par Gerardus Mercator et d'autres cartographes marquent la position de la tour. Ce dernier argument doit être considéré avec précaution puisque Mercator étant né en 1512, ses cartes ne sont pas « précolombiennes ».

### Théorie viking
L'explication alternative la plus populaire, et la seule ayant été sérieusement considérée par les archéologues professionnels, est que la tour fut construite par des explorateurs Viking entre le Xe siècle et le XIe siècle. Cette hypothèse exploite l'incertitude quant à l'étendue réelle des explorations vikings en direction du sud, à partir du Vinland.
La théorie de l'origine viking fut proposée pour la première fois en 1837 par l'archéologue danois Carl Christian Rafn dans son livre Antiquitates Americanæ, basé en partie sur son analyse des inscriptions sur le Rocher de Dighton près de l'embouchure de la rivière Taunton. La popularisation de la théorie de Rafn a suscité un regain d'intérêt et l'apparition de « preuves » d'établissements vikings dans la région.
La théorie viking fut aussi défendue par Phillip Answorth Means, un archéologue spécialisé dans l'Amérique latine, dans son livre The Newport Tower, publié en 1942. Means tenta de compiler toutes les preuves connues concernant la tour et rejeta la théorie selon laquelle Arnold la fit construire.
La ville de Newport donna finalement la permission d'effectuer des recherches scientifiques in situ à la Society for American Archaeology en 1948. Les recherches furent dirigées par Hugh Henken de l'Université Harvard et les fouilles par William S. Godfrey. Une partie des travaux consistèrent en une tranchée large d'un mètre creusée de l'extérieur vers l'intérieur de la tour. Les résultats publiés dans la thèse de doctorat de Godfrey en 1951, concluent que tous les artefacts découverts datent du XVIIe siècle, renforçant ainsi le camp arnoldiste.
À ce jour, aucune preuve tangible confortant la théorie viking n'a été trouvée.

### Autres théories
- Au début du XXe siècle, les recherches d'Edmund Delabarre sur le Rocher de Dighton le conduisirent à proposer que la tour fut construite en tant que signal de navigation par le navigateur portugais Miguel Corte-Real, qui d'après Delabarre fit naufrage en 1501 ou 1502 en cherchant son frère Gaspar disparu dans la baie de Narragansett.
- Une autre théorie spéculative propose qu'elle fut construite par le comte écossais Henry Sinclair, qui d'après certains aurait visité la Nouvelle-Écosse et la Nouvelle-Angleterre en 1398 avec une flotte sous le commandement d'Antonio Zeno. Les défenseurs de cette théorie citent souvent le Chevalier de Westford comme preuve additionnelle. Ils affirment que la famille Sinclair étant liée à l'ordre du Temple, la tour de Newport serait les vestiges d'une église à plan centré de type circulaire que l'on retrouve notamment dans l'architecture templière comme l'église du Temple de Londres s'inspirant elle-même de celle du Saint Sépulcre de Jérusalem.
- Gavin Menzies, auteur de 1421: The Year China Discovered the World affirme que la tour fut construite par une des flottes du navigateur chinois Zheng He en 1422. Voir : Hypothèse de la circumnavigation chinoise
- Du 15 octobre au 15 novembre 2006, la Chronognostic Foundation[2], une firme de recherche basée en Arizona conduisit des fouilles archéologiques de sites découverts à Touro Park durant leurs études géophysiques des trois années précédentes. De possibles fondations et une zone rocheuse près de la tour ont été examinées. C'est la première fois en près de soixante ans que des fouilles archéologiques avaient lieu. Le rapport de presse suivant les fouilles[3] suggère que rien datant d'avant les années 1600 n'a été découvert.